# Arvada
Arvada je město v Coloradu ve Spojených státech amerických, které leží na území okresů Jefferson a Adams. Je součástí Denverské metropolitní oblasti. Podle sčítání v roce 2013 zde žilo 111 707 lidí, což z města dělalo sedmé nejvíce obydlené město Colorada. Město leží ve výšce přes 1600 m n. m. na trase železniční trati Amtrak. Zároveň zde končí mezistátní silnice č. 76, která začíná v Nebrasce. Partnerskými městy jsou Kyzylorda (Kazachstán), Ťin-čou (Čína) a Mechelen (Belgie).